# リアル・ライブ・ロードランニング
『リアル・ライブ・ロードランニング』(Real Live Roadrunning) は、イギリスのシンガーソングライター兼ギタリストのマーク・ノップラーとアメリカ合衆国のシンガーソングライターエミルー・ハリスによるコラボレーション・ライブ・アルバムであり、2006年11月14日に国際的にはマーキュリー・レコードとユニバーサルミュージックから、米国内ではワーナー・ブラザース・レコードからリリースされた。
このアルバムは絶賛されたアルバム『オール・ザ・ロードランニング』をサポートするサマー・ツアーの終盤に2006年6月28日にロサンゼルスのギブソン・アンフィシアターでライブ録音された。
『リアル・ライブ・ロードランニング』は、CD / DVDの組み合わせとしてリリースされた。

## アートワーク
アルバムのカバーはノップラーの以前のバンド、ダイアー・ストレイツのトップセラーアルバム『ブラザーズ・イン・アームス』同様にノップラーのナショナル・スタイル・ゼロ・リゾネーター・ギターを目立たせた2枚目のアルバムリリースとなっている。

## 批評家の反応
| 専門評論家によるレビュー | 専門評論家によるレビュー |
| レビュー・スコア         | レビュー・スコア         |
| 出典                     | 評価                     |
| ------------------------ | ------------------------ |
| オールミュージック       | [ 1 ]                    |
| ミュージック・ボックス   | [ 2 ]                    |
| ローリング・ストーン     | [ 3 ]                    |

オールミュージックのレビューで、ジェームス・クリストファー・モンガーはアルバムに5つ星のうち3つを与え、ミュージシャンシップは「予想どおり完璧ですが、スタジオでの姉妹盤との違いはそれほど多くない」と書いている。
モンガーは、「付属のDVDはペアの静かなダイナミクスのとても良い例であり、デュオとその才能のあるバンドの両方が、愛、喪失、そして人生の苦い物語を放つより広いスペクトルを可能にします」と結んでいる。
The Music Box のレビューで、ジョン・メッツガーは5つの星のうち3つ半をアルバムに与え、パフォーマンスは「申し分のない」ものの、セットリストは「不出来事」なままであると書いている。
メッツガーは歌とアレンジメントがスタジオバージョンである『オール・ザ・ロードランニング』にあまりにも似ていると信じており、ライブバージョンとスタジオバージョンの違いはほとんど微妙だと考えた。
メッツガーは『リアル・ライブ・ロードランニング』の真のハイライトは「ロミオとジュリエット "Romeo and Juliet"」、「ナザレのスピードウェイ "Speedway at Nazareth"」、「レッド・ダート・ガール "Red Dirt Girl"」などのノップラーとハリスのソロ作品から取った曲のリニューアル版だと信じていた。
メッツガーは「当然のことながら、ステージでの作品の変革において、ノップラーとハリスは熱意と微妙さを交換することを余儀なくされましたが、付随するビデオが明らかにするように、彼らは『オール・ザ・ロードランニング』をそのような最上級のコレクションにする魅力的な親密さを維持することに成功しました」と締めくくっている。

## トラックリスト
特記あるものを除き、すべての曲はマーク・ノップラーによる。
| #         | タイトル                                               | 作詞  | 作曲・編曲 | 時間 |
| --------- | ------------------------------------------------------ | ----- | ---------- | ---- |
| 1.        | 「Right Now」                                          |       |            | 4:52 |
| 2.        | 「Red Staggerwing」                                    |       |            | 4:53 |
| 3.        | 「Red Dirt Girl」(Emmylou Harris)                      |       |            | 4:31 |
| 4.        | 「Done with Bonaparte」                                |       |            | 5:16 |
| 5.        | 「Romeo and Juliet」                                   |       |            | 9:13 |
| 6.        | 「All That Matters」                                   |       |            | 3:20 |
| 7.        | 「This Is Us」                                         |       |            | 5:18 |
| 8.        | 「All the Roadrunning」                                |       |            | 5:20 |
| 9.        | 「Boulder to Birmingham」(Bill Danoff, Emmylou Harris) |       |            | 3:39 |
| 10.       | 「Speedway at Nazareth」                               |       |            | 6:59 |
| 11.       | 「So Far Away」                                        |       |            | 4:43 |
| 12.       | 「Our Shangri-La」                                     |       |            | 7:56 |
| 13.       | 「If This Is Goodbye」                                 |       |            | 4:53 |
| 14.       | 「Why Worry」                                          |       |            | 4:09 |
| 合計時間: | 合計時間:                                              | 75:02 |            |      |

## パーソネル
音楽
- マーク・ノップラー – ギター、ボーカル
- エミルー・ハリス – ギター、ボーカル
- ガイ・フレッチャー – キーボード
- リチャード・ベネット – ギター
- ダニー・カミングス – ドラムス
- スチュアート・ダンカン – フィドル、マンドリン
- マット・ローリングス – キーボード
- グレン・ワーフ – ベース

CD制作
- ガイ・フレッチャー – プロデューサー、エンジニア、ミキシング
- リチャード・クーパー – アシスタントエンジニア
- グラハム・ミーク – アシスタントエンジニア
- ボブ・ルートヴィヒ – マスタリング
- ダニー・クリンチ – 写真
- ステファン・ウォーカー – アートディレクション
- マーク・ホリー – デザイン

## DVD
『リアル・ライブ・ロードランニング』は、英国のシンガーソングライター兼ギタリストのマーク・ノップラーとアメリカのシンガーソングライターエミルー・ハリスによるコラボレーション・ライブ・コンサートのDVDであり、2006年11月14日に国際的にはマーキュリー・レコードとユニバーサルミュージックから、米国内ではワーナー・ブラザース・レコードからリリースされた。 
このDVDには、91分間のコンサートに加えてドキュメンタリーやインタビューなどの特典映像が収録されている。 

### トラックリスト
| #         | タイトル                                               | 作詞   | 作曲・編曲 |
| --------- | ------------------------------------------------------ | ------ | ---------- |
| 1.        | 「Right Now」                                          |        |            |
| 2.        | 「Red Staggerwing」                                    |        |            |
| 3.        | 「Red Dirt Girl」(Emmylou Harris)                      |        |            |
| 4.        | 「I Dug Up a Diamond」                                 |        |            |
| 5.        | 「Born to Run」(Paul Kennerley)                        |        |            |
| 6.        | 「Done with Bonaparte」                                |        |            |
| 7.        | 「Romeo and Juliet」                                   |        |            |
| 8.        | 「Song for Sonny Liston」                              |        |            |
| 9.        | 「Belle Starr」(Emmylou Harris)                        |        |            |
| 10.       | 「This Is Us」                                         |        |            |
| 11.       | 「All the Roadrunning」                                |        |            |
| 12.       | 「Boulder to Birmingham」(Bill Danoff, Emmylou Harris) |        |            |
| 13.       | 「Speedway at Nazareth」                               |        |            |
| 14.       | 「So Far Away」                                        |        |            |
| 15.       | 「Our Shangri-La」                                     |        |            |
| 16.       | 「If This Is Goodbye」                                 |        |            |
| 17.       | 「Why Worry」                                          |        |            |
| 合計時間: | 合計時間:                                              | 101:42 |            |

### パーソネル
DVD制作
- マーティン・アトキンス – 監督
- ジェームス・プルタ – プロデューサー
- James Beug – エグゼクティブプロデューサー
- Diarmuid Quinn – 共同プロデューサー
- ピーター・スタンディッシュ – 共同プロデューサー
- デビッド・メイ – ポストプロダクションプロデューサー
- テッド・ホール – ポストオーディオミキサー
- リチャード・リケ・パティエ – 髪と化粧（EH）

## チャートと認定

### アルバム
| チャート (2006年)    | 最高順位 |
| -------------------- | -------- |
| Germany Albums Chart | 44       |
| Italy Albums Chart   | 87       |

## 認定
| 国/地域                                             | 認定 | 認定/売上数 |
| --------------------------------------------------- | ---- | ----------- |
| ドイツ (BVMI)                                       | Gold | 25,000^     |
| * 認定のみに基づく売上数 ^ 認定のみに基づく出荷枚数 |      |             |